# Płaskowyż Tarnowski
Płaskowyż Tarnowski (512.43) – mezoregion fizycznogeograficzny w południowej Polsce, południowa część Kotliny Sandomierskiej. Graniczy od północy i zachodu z Niziną Nadwiślańską, od wschodu z Doliną Dolnej Wisłoki, od południa z Pogórzem Ciężkowickim i (na krótkim odcinku) z Pogórzem Rożnowskim.
Region jest płaskowyżem o rzeźbie erozyjno-denudacyjnej, położonym na wysokości 200–260 m n.p.m. Zbudowany jest z osadów morskich miocenu, pokrytych glinami i piaskami czwartorzędowymi.
Gleby regionu są słabe, rozwinięte jest tu jednak rolnictwo. Region posiada również niewielkie obszary leśne.
Głównym miastem (od którego pochodzi nazwa regionu) jest Tarnów.